# Hans Willem van Aylva
Hans Willem, baron van Aylva, seigneur de Waardenburg et de Neerijnen, né le 8 septembre 1751 à La Haye et mort le 29 décembre 1827 à La Haye, est un homme politique néerlandais.

## Biographie
Hans Willem van Aylva est le fils d'Hans Willem van Aylva (1722-1751) et d'Anna Catharina Rumph. Veuve, sa mère se remarie avec Jacob Adriaan du Tour, qui l'adopte.
Il épouse Cornelia van Brakel, fille de Cornelis Arnout van Brakel et Arnoldine Repelaer. Sa fille Anna Jacoba Wilhelmina van Aylva épouse le ministre Frederik Willem Floris Theodorus van Pallandt et est la mère de Hans Willem van Aylva van Pallandt.

## Mandats et fonctions
- Grietman de Het Bildt : 1780-1788
- Grietman de Baarderadeel : 1788-1795
- Membre de la Première Chambre des États généraux : 1815-1827